# Crassignatha seedam
Espèce
Crassignatha seedam est une espèce d'araignées aranéomorphes de la famille des Symphytognathidae.

## Distribution
Cette espèce est endémique de la province de Chiang Mai en Thaïlande,. Elle se rencontre dans le parc national de Doi Suthep-Pui.

## Description
La femelle holotype mesure 0,56 mm.

## Publication originale
- Rivera-Quiroz, Petcharad & Miller, 2021 : « First records and three new species of the family Symphytognathidae (Arachnida, Araneae) from Thailand, and the circumscription of the genus Crassignatha Wunderlich, 1995. » ZooKeys, no 1012, p. 21-53 (texte intégral).